# La Batalla (Argentina)
La Batalla fue un periódico vespertino anarquista publicado en Buenos Aires (Argentina) que tuvo corta vida durante el año 1910. Este periódico sólo salió durante dos meses y fue clausurado en el marco de los festejos del Centenario de la revolución de Mayo, momento en el cual se produjo una fuerte represión del movimiento anarquista.

## Los inicios
Este diario surge en el año 1910 como parte de la mayor demanda que registraron los editores del diario La Protesta, el diario anarquista de mayor circulación en Argentina en ese momento y durante las primeras décadas del siglo XX, así como uno de los más importantes a nivel mundial. En dicho año se celebraban los acontecimientos del centenario de la Revolución de Mayo de 1810, que se caracterizaron por un clima de movilización y descontento social, y en el marco de confrontación que mantuvo el anarquismo con la elite conservadora que dirigía el país durante la celebración del Centenario.
Ante esta demanda decidieron cubrir una franja de mercado vespertino y publicar La Batalla, que saldría por la tarde con el objetivo de atraer al lector obrero al final de la jornada. De esta forma, se constituyó en un caso único en el mundo en el cual una empresa periodística libertaria con un diario matutino y uno vespertino. En total, y en un contexto adverso debido al hostigamiento policial, sólo pudieron salir 63 números entre el 7 de marzo y el 13 de mayo de 1910, cuando sus oficinas fueron clausuradas.

## Participantes
Este diario estuvo dirigido por Rodolfo González Pacheco y Teodoro Antillí, dos miembros del grupo editor de La Protesta que desde mediados de la década de 1910 se distanciaran de la línea editorial de dicho diario y jugaron un papel central en los debates internos de los años veinte. Posteriormente, estos editores, publicarían varios periódicos más con posturas claramente opuestos a La Protesta, entre ellos, el más conocido fue La Antorcha. La Batalla se imprimía en los talleres gráficos de La Protesta. La redacción de La Batalla y La Protesta era en gran medida compartida, y por lo tanto, tenían similares posicionamientos en algunas temáticas, más allá de que con el tiempo surgieron diferencias que llevarían a una división dentro del movimiento anarquista que quedarían muy marcadas durante la década de 1920. El administrador fue Carlos  Balsan, mientras que escribieron M. de Maigret, Candelario Olivera, Alfredo Pastorino, A. González, María G. de Schauman, G. Piazzi, Raúl Villarrel, Eduardo Talero, Casimiro Prado, etc.